# Orlando Lugo Fonte
Orlando Lugo Fonte fue un político y antiguo guerrillero cubano.
Militó en el Movimiento 26 de Julio, por lo que tomó parte en la toma del cuartel de San Luis. Se incorporó al Ejército Rebelde en 1959. A la victoria de la Revolución, fue fundador del Partido Comunista de Cuba y posterior miembro del Comité Central desde 1980. A lo largo de su carrera como servidor público fue secretario en Mantua y del Comité Provincial en Pinar del Río. En 1987 elegido presidente de la Asociación Nacional de Agricultores Pequeños. Además, presidió la Asamblea Provincial del Poder Popular en Pinar del Río.Fue diputado a la Asamblea Nacional del Poder Popular desde 1976 y miembro del Consejo de Estado desde 1986.
- Datos: Q6053070